# Dragonul roșu (film)
Dragonul roșu este un film american thriller psihologic din anul 2002 bazat pe romanul cu același nume scris de Thomas Harris. A fost  regizat de Brett Ratner.

## Distribuție
- Edward Norton - Will Graham
- Anthony Hopkins - Hannibal Lecter
- Ralph Fiennes - Francis Dolarhyde
- Harvey Keitel - Jack Crawford
- Emily Watson - Reba McClane
- Mary-Louise Parker - Molly Graham
- Philip Seymour Hoffman - Freddy Lounds
- Anthony Heald - Frederick Chilton
- Bill Duke - Police Chief
- Ken Leung - Lloyd Bowman
- Stanley Anderson - Jimmy Price
- Frank Whaley - Ralph Mandy
- Frankie Faison - Barney Matthews
- Tyler Patrick Jones - Josh Graham